# 千葉都市モノレール稲毛駅・稲毛海岸駅への延伸構想
千葉都市モノレール稲毛駅・稲毛海岸駅への延伸構想（ちばとしモノレールのいなげえき・いなげかいがんえきへのえんしんこうそう）では、千葉県千葉市稲毛区の穴川駅から同市美浜区の稲毛海岸駅方面への千葉都市モノレールの路線延伸構想について記述する。

## 概要
1976年（昭和51年）に千葉市が発表した「モノレールマスタープラン」によって整備されるべきとされた路線である。
計画では、東京方面への利便性を踏まえて当計画の原案であった、都賀駅 - 穴川駅 - 稲毛駅 - 稲毛地区ニュータウン駅（現在の稲毛海岸駅付近） - 幕張地区ニュータウン駅（現在の海浜幕張駅付近）経由の路線を優先的に開業させる計画であったが、当時建設中であった千葉そごう（現・そごう千葉店）への乗り入れを果たすべく利用客が少ないと想定された、穴川駅 - 千葉駅（当時の仮称は千葉駅北口駅） - 市役所前駅（仮称・市役所駅）経由の路線（現・千葉都市モノレール1号線、千葉都市モノレール2号線の一部）を第1期として事業着手することとなり当計画は後回しとなった。
その結果、利用者が伸び悩み毎年赤字を計上し、2004年（平成16年）には千葉都市モノレール評価・助言委員会よりモノレールの延伸は認められないという千葉都市モノレール評価・助言報告書が提出されるなど不満が発生していた。
2009年（平成21年）にはモノレール延伸凍結派の熊谷俊人が市長に就任し脱・財政危機宣言を発表しモノレールの延伸を凍結したが、2017年（平成29年）に財政健全化を果たしたとして脱・財政危機宣言を解除し、県庁前駅 - 青葉病院前(仮称)、穴川駅 - 稲毛海岸駅ルートでのモノレールの延伸を再検討することを明らかにした。それに伴い、延伸の是非を政策的に判断するため平成30年度の一般会計へ都市局より予算要求が行われ、のち、2018年 (平成30年) 2月に延伸計画が制定されたのが20年前であること、現在の社会を考慮する目的から可決され、正式に平成30年度予算に組み込まれた。検証されるルートは県庁前駅 - 青葉の森病院間と穴川駅から稲毛海岸駅までのルートの2路線とされた。5月22日からは千葉都市モノレール延伸計画再検証業務委託に向けての募集が行われ、能率協会総研への委託が決定した。委託期間は2019年（平成31年）2月28日までである。
2019年（令和元年）9月4日に、千葉市はモノレール病院ルート（県庁前駅 - 市立青葉病院間）について、延伸計画を廃止とし、稲毛ルート（穴川駅 - JR稲毛海岸駅間）については、モノレール導入は行わないことを決定したと発表した。

## 主な経由地
2018年時点での案は稲毛海岸駅 - 海浜幕張駅間に京葉線が開通した為、モノレールマスタープランと比べて一部区間が短縮されている。
マスタープラン
都賀駅 - 穴川駅 - 稲毛駅 - 京成稲毛駅 - 稲毛地区ニュータウン駅 - 幕張地区ニュータウン駅 - 幕張台駅
2018年時点での案
穴川駅 - 稲毛駅 - 稲毛海岸駅

この構想の始点となる予定の穴川駅は稲毛駅・稲毛海岸駅方面へ分岐線を建設する際には1番線・2番線の外側に軌条の増設を可能な構造としている。

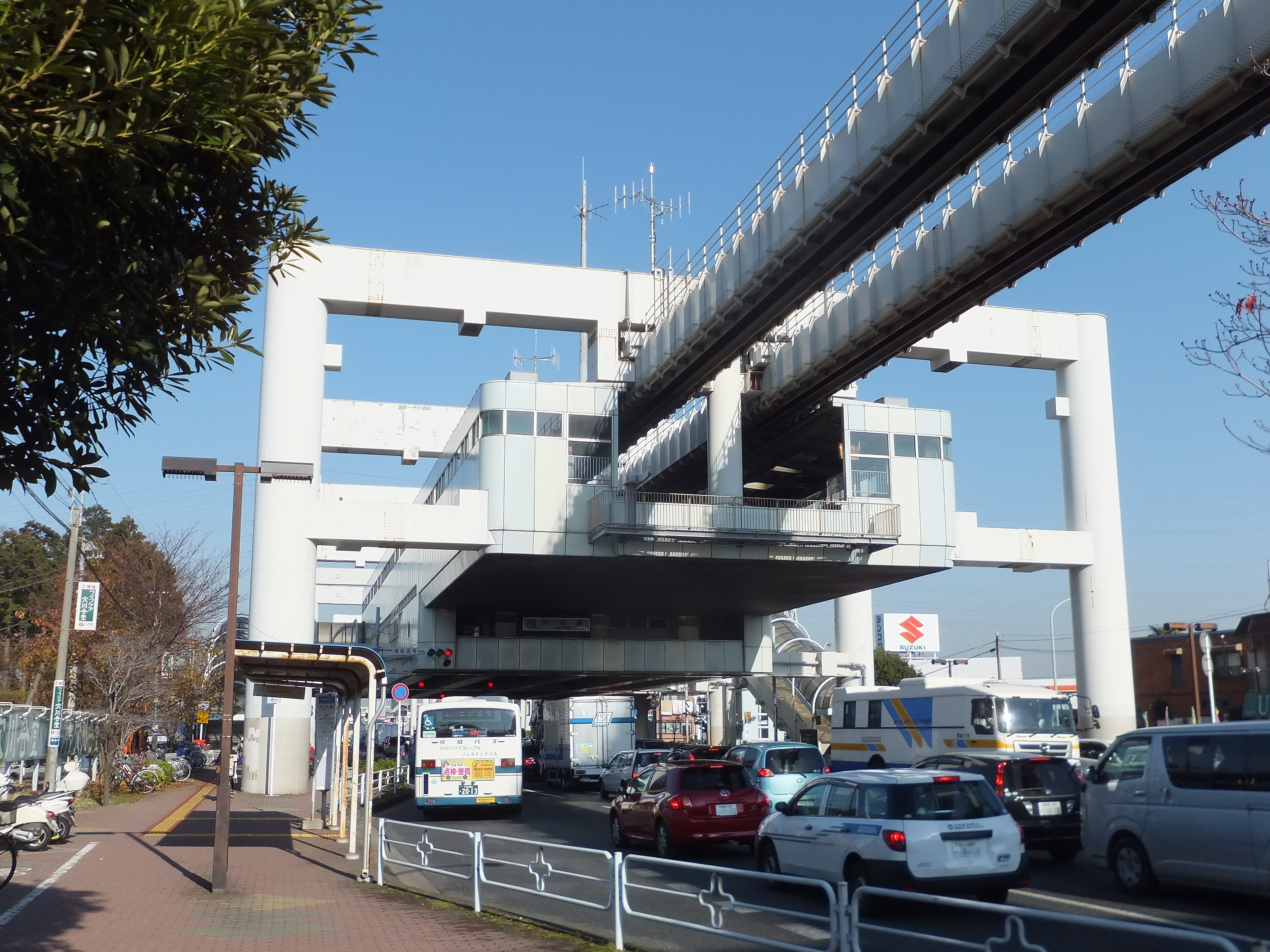
穴川駅の駅舎、他の駅では駅舎を下から支柱で支える構造になっているが当駅は上から吊るす形になっている。
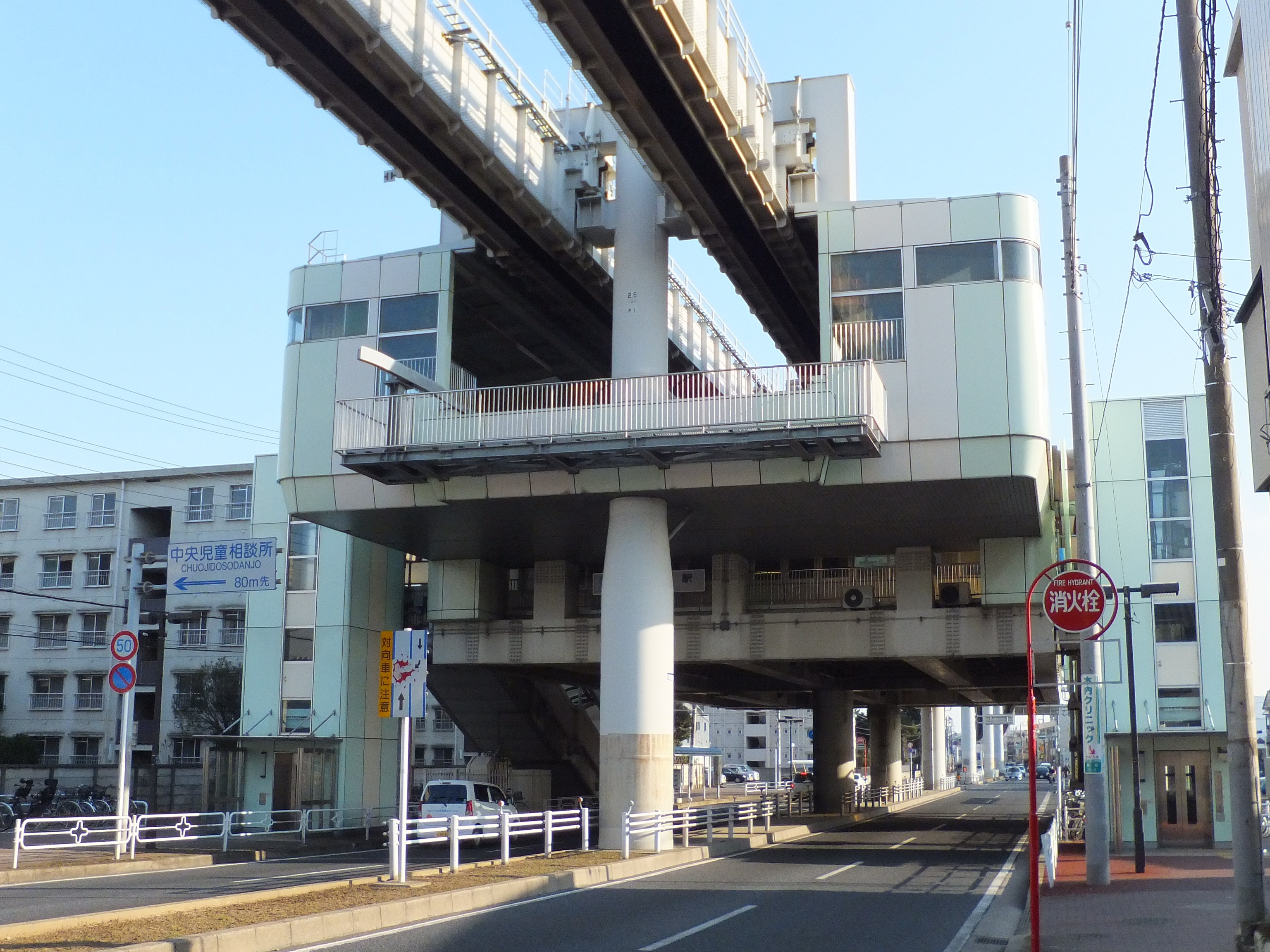
一般的な構造の駅舎(天台駅)